# Willy Fleckhaus
Wilhelm August „Willy“ Fleckhaus (* 21. Dezember 1925 in Velbert; † 12. September 1983 in Castelfranco di Sopra, Italien) war ein deutscher Designer und Journalist. Der Buch- und Zeitschriftengestalter war Professor für visuelle Kommunikation in Essen und Wuppertal und gehört zu den wichtigsten deutschen Grafikdesignern zwischen 1950 und 1983.

## Leben
Seine Kindheit und Jugend verbrachte Fleckhaus in Velbert nahe Düsseldorf. Dort war er in der katholischen Jugendbewegung aktiv. Zwischen 1943 und 1945 war er Soldat und geriet gegen Ende des Zweiten Weltkriegs in Norditalien in Kriegsgefangenschaft.
Fleckhaus hatte weder Abitur, noch hat er an einer Universität studiert. Als Grafiker und Artdirector war er Autodidakt.
Ab 1946 arbeitete Fleckhaus zunächst beim Kunstverein Niederberg. Nach einer Ausbildung als Journalist wurde er ab 1948 Redakteur bei der Zeitschrift Fährmann des Christophorus-Verlags in Freiburg im Breisgau. 1950 wechselte er als Redakteur zum Bund-Verlag und arbeitete für die gewerkschaftliche Jugendzeitschrift Aufwärts, deren gestalterische Leitung er ab 1953 übernahm. Es folgten Beratungsaufträge, unter anderem für das Kölner Verlagshaus DuMont-Schauberg. 1956 erstellte Fleckhaus die Neukonzeption des Ausstellungskatalogs der Photokina und das Ausstellungsdesign der Messe. Für die Photokina arbeitete Fleckhaus die nächsten zwanzig Jahre.
1959 wechselt er innerhalb des Bund-Verlags vom Aufwärts zur gewerkschaftlichen Wochenzeitung des Deutschen Gewerkschaftsbundes Welt der Arbeit. 1959, nachdem seine Beratungstätigkeit für eine Publikation des Bundespresseamtes zum Thema Bundeswehr bei seinem Arbeitgeber Anstoß erregte, schied Fleckhaus auf eigenen Wunsch beim Bund-Verlag aus und machte sich als Graphiker selbständig.
Zu Fleckhaus’ bekanntesten Arbeiten zählen seine Gestaltung der Zeitschrift twen und seine Entwürfe für die Buchreihen des Suhrkamp Verlag:
- Mit Adolf Theobald, Stephan Wolf und Rolf Palm gründete Fleckhaus 1959 die stilprägende Zeitschrift twen, und war mit Heinz Edelmann als Illustrator für das damals revolutionäre Layout der Zeitschrift zuständig: „mit pechschwarz hinterlegten Covern, […] weiß auf schwarz gestellter Schrift und rätselhaft-knackigen Teasertexten dazwischen […] seitenfüllende Schwarzweiß-Fotos, oft über den Bund hinaus gedruckt, exzentrische Bildanschnitte, kombiniert mit Überschriften in schmal-fetten Versalien.“[2] Nachdem Fleckhaus bis Ende 1970 alle bis dahin erschienenen 124 Ausgaben gestaltet hatte,[3] wurde er zum Jahresende entlassen. Die letzten 5 Ausgaben der im Mai 1971 eingestellten Zeitschrift erschienen ohne ihn. Vor allem Henri Nannen hatte auf seine Entlassung gedrängt, für ihn war die Aufmachung der Zeitschrift "ästhetisierender Graphismus" und "unverpflichtende modische Kunsttümelei".[4]
- Bibliothek Suhrkamp (1959): Nossacks Unmögliche Beweisaufnahme, der erste Band mit der neuen Einbandgestaltung war revolutionär im Vergleich zu Adornos Noten zur Literatur I, dem letzten Band mit dem bisherigen Design.[5]
- Edition Suhrkamp (seit 1963): Für die bahnbrechende Umschlaggestaltung der neugeschaffenen Taschenbuchreihe unterteilte Fleckhaus das Farbspektrum in 48 Einbandfarben, „beginnend bei Blauviolett über Rot, Orange, Gelb, Grüngelb, Grün, Blau, um dann beim ersten Band des nächsten Jahres wieder mit Blauviolett zu starten“[6], so dass die 48 Bände eines Jahres einen jährlich wiederkehrenden Regenbogen (siehe Foto) bilden. Dazu kommt die einheitliche typographische Gestaltung des Vordereinbandes: von unten aufgebaut erst das Verlagskürzel, dann der Reihennamen, dann der Titel und zum Schluss der Verfassername. Alles in der gleichen Schrift und Schriftgröße, jeweils durch waagrechte Linien abgesetzt, bildete zusammen als untere Hälfte des Vordereinbandes ein Quadrat: Brechts Das Leben des Galilei in einem dunklen Blauviolett war Band 1 der Reihe (siehe Bild hier), die heute über 2500 Bände umfasst. Mit der mit Band 1000 beginnenden Neuen Folge wurde das Konzept dahingehend verändert, dass die Elemente an den Kopf des Buches rückten und die Linksbündigkeit aufgegeben wurde, stattdessen wurden alle Elemente zentriert, unter Beibehaltung der trennenden Linien.
- Taschenbücher des Insel Verlags (seit 1963 Teil des Suhrkamp Verlags): Für die 1972 neugeschaffene Reihe Insel Taschenbücher (it) entwarf Fleckhaus die Umschläge; selbst Bände, die noch Jahre nach seinem Tod erschienen, trugen im Impressum den Vermerk „Umschlag nach Entwürfen von Willy Fleckhaus“.[7]
- Auch zahlreiche Umschläge von Büchern des Suhrkamp-Hauptprogrammes, u. a. die Bücher der legendären Weißen Reihe 1983ff., wurden von ihm entworfen.

Erst 2004 änderte der Suhrkamp Verlag das Titeldesign und die Typografie des Suhrkamp Taschenbuchs und der Edition Suhrkamp, doch auch nach über 2500 Bänden der Edition Suhrkamp seit dem Start am 2. Mai 1963 „setzt sich der Regenbogen der Buchreihe kontinuierlich fort.“
Ab 1980 war Fleckhaus gestalterisch verantwortlich für das neu gegründete Magazin der Frankfurter Allgemeinen Zeitung. Die Logos der Zeitschrift Quick, der Aktion Ein Herz für Kinder und des WDR waren ebenfalls von Fleckhaus entworfen worden.
In den Jahren 1972 und 1973 war Fleckhaus Präsident des deutschen Art Directors Club.
1974 wurde er Professor an der Folkwangschule in Essen. Ab 1980 bis zu seinem Tod lehrte er im Fachbereich Kommunikationsdesign an der Bergischen Universität Wuppertal Typografie.
Fleckhaus starb am 12. September 1983 in Castelfranco di Sopra (Italien) an einem Herzinfarkt.
Fleckhaus Archiv: Seit 2019 arbeitet Carsten Wolff im Rahmen seiner Dissertation an der HfG Offenbach mit Unterstützung der Familie Fleckhaus an einem für Forschung und Öffentlichkeit zugänglichen Archiv mit Dokumenten, Werken und persönlichen Gegenständen des Designers.

## Werk (Auswahl)

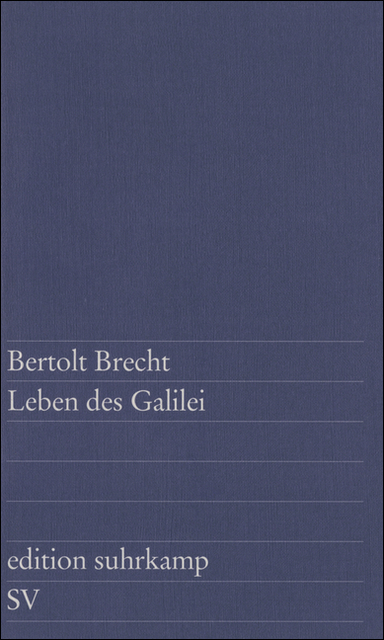
Band 1 der ikonischen Fleckhaus-Titel in der edition Suhrkamp

Die beiden nachstehenden Abbildungen zeigen die einzigen von Fleckhaus entworfenen Briefmarkenblöcke.

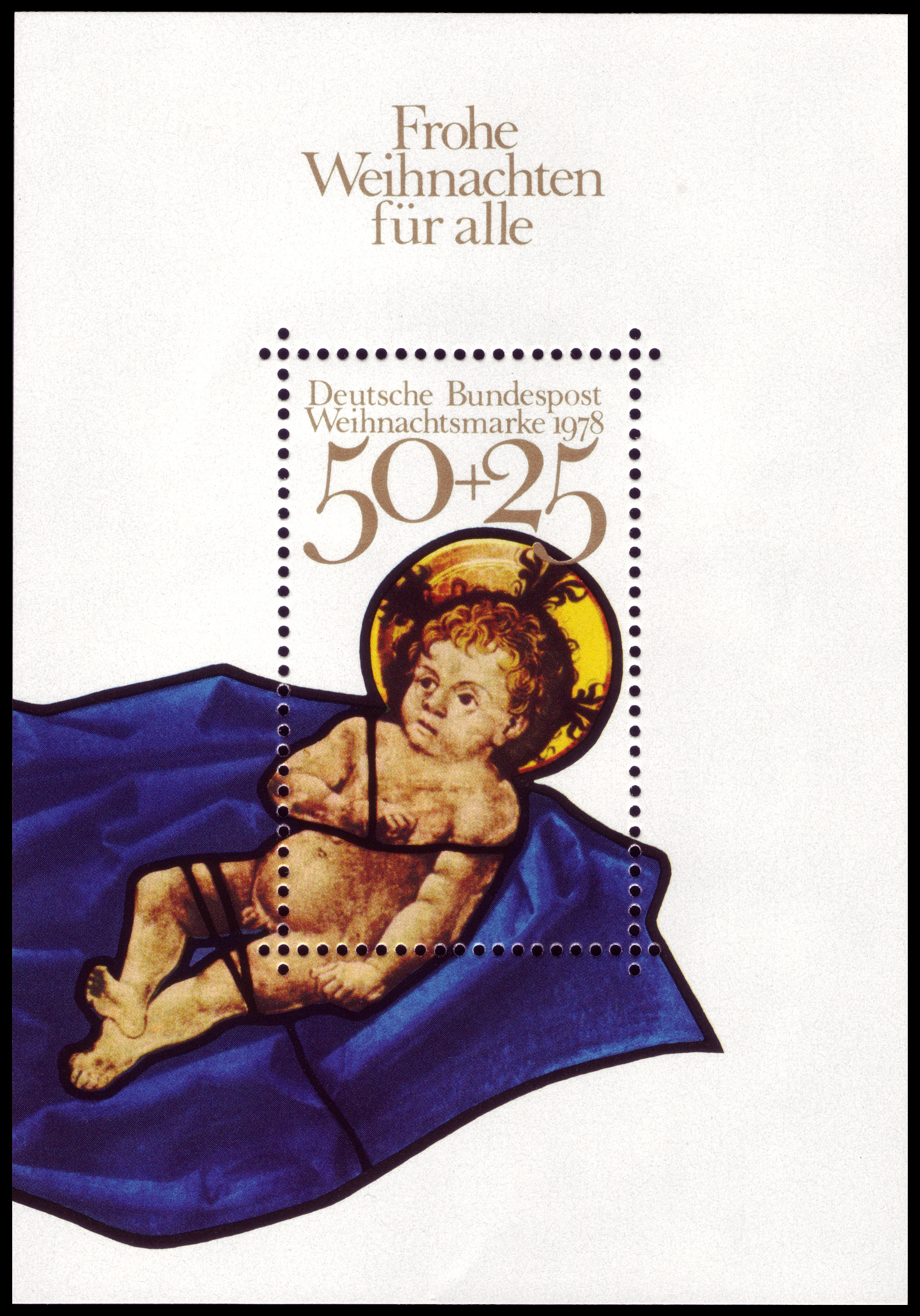
Weihnachtsbriefmarke der Deutschen Bundespost (1978)
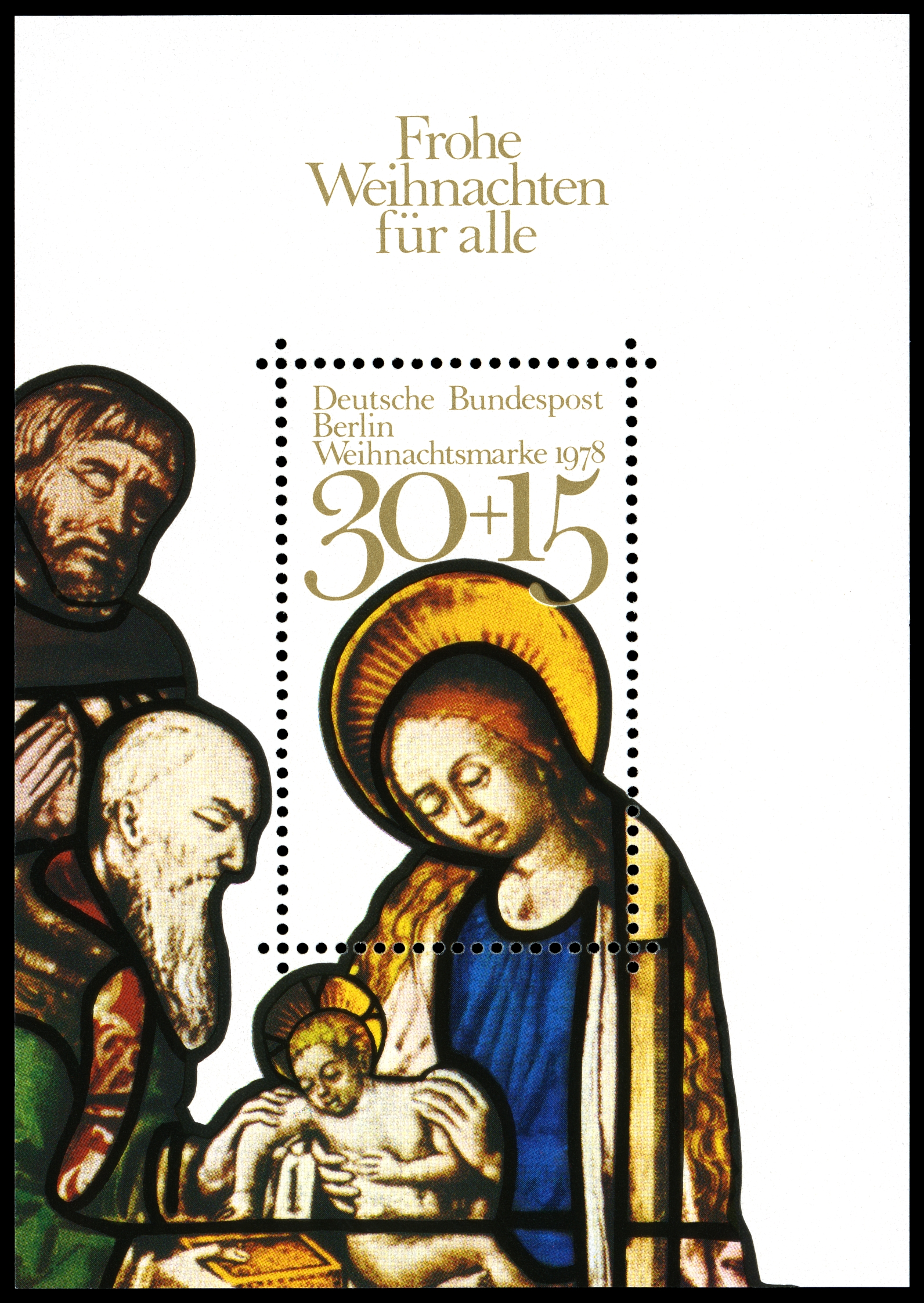
Weihnachtsbriefmarke der Deutschen Bundespost Berlin (1978)

## Ehrungen und Auszeichnungen
- 1974: Kulturpreis der Deutschen Gesellschaft für Photographie
- 1983: Ehrenmitglied des Art Directors Club Deutschland
- 1987: Aufnahme in die Hall of Fame des Art Directors Club New York

## Sonderausstellungen
- 2016: Willy Fleckhaus Design, Revolte, Regenbogen im Museum für Angewandte Kunst Köln (in Kooperation mit dem Museum Villa Stuck, München, wo die Ausstellung 2017 gezeigt wurde)[11]
- 2017: Willy Fleckhaus Design, Revolte, Regenbogen im Museum für Kunst und Gewerbe Hamburg

## Webarchiv
- fleckhaus-now.design